# 蔡餘慶
蔡餘慶（1459年—？），字從善，號瘦石，浙江台州府黃巖縣人，軍籍，明朝政治人物。

## 生平
成化二十二年（1486年）丙午科浙江鄉試第二十二名舉人。成化二十三年（1487年）聯捷丁未科會試第一百七十五名，三甲第一百四十七名進士。授中書舍人，為李東陽所重，欲引入直内閣，輙辭謝。陞南京刑部郎中，轉汀州知府，廉慎自持，恤民疾苦，正德三年（1508年）二月以考績陞福建鹽運使，益厲清操，秋毫無所私，惟積圖書數箧。當道交薦，有“獨不亷於儲書”之語。五年（1510年）十二月陞山東左㕘政，次年正月考察以不謹冠帶閑住。歸家後三十年足跡不入公門。

## 著作
著有《瘦石亭稿》、《燭光録》。

## 家族
曾祖蔡貴安；祖父蔡尚朋；父蔡敦，訓導。母李氏。具庆下。兄蔡蘭。弟蔡薇、蔡䔲。
長子蔡绍先，字弘业，号迟斋，以贡授太平府训导，历升桂林府教授，著有《公余漫兴》《宛牍稿》等。
次子蔡绍科，字弘哲，号龟涯，歷官海州知州、宝庆同知，福建盐运同知、大理知府，著有《九芋俚稿》《感时赘录》《宦程纪略》。绍科第三子蔡宗明，万历五年丁丑科进士，任礼部仪制司郎中。